# Marquesado de Poza
El marquesado de Poza es un título nobiliario español que el rey Carlos I concedió el 21 de abril de 1530 a favor de Juan de Rojas y Rojas, hijo de Diego de Rojas y Pereira, VII señor de Monzón y de Cavia, y de su esposa Elvira de Rojas, señora de Poza.
Su actual titular es Gonzalo de la Cierva y Moreno.

## Denominación
Su nombre se refiere al municipio castellano de Poza de la Sal, en la provincia de Burgos.

## Señores de Poza
- Juan Rodríguez de Rojas, I señor de Poza, ricohombre, merino mayor de Galicia en 1286 y 1287, adelantado mayor de Castilla, justicia mayor del rey.  En 1298 el rey Fernando IV le donó las villas de Poza y Pedrajas. Se casó con Urraca Ibáñez.[4] Le sucedió su hijo:
- Juan Rodríguez de Rojas, II señor de Poza,  a quien ordenó matar Juan el Tuerto hacia 1320.[5] Le sucedió su hermano:
- Lope Díaz de Rojas, III señor de Poza, merino mayor de Castilla y de Galicia, prestamero mayor de Vizcaya y merino mayor de Guipúzcoa.[6]  Casado con Sancha de Velasco, le sucedió su hijo:
- Sancho Sánchez de Rojas, IV señor de Poza (m. 1367, batalla de Nájera), casó con Juana Díaz de Toledo,  hija de Diego García de Toledo,[7] señor de Mejorada, y Constanza Fernández de Toledo.  Le sucedió su hijo:
- Lope de Rojas, V señor de Poza. Sin descendencia. Le sucedió su hermana:
- Sancha de Rojas, VI señora de Poza. Casada con Diego Fernández de Córdoba, I señor de Baena. Le sucedió su hijo:
- Juan Rodríguez de Rojas, VII señor de Poza, casado con Elvira Manrique de Lara, II señora de Requena. Le sucedió su hijo:
- Diego de Rojas y Manrique, VIII señor de Poza. Se casó con Catalina de Castilla, hija de Pedro de Castilla, nieto del rey Pedro I. Le sucedió su hija:
- Elvira de Rojas, IX señora de Poza, casada con Diego de Rojas y Pereira, alcalde de los hijosdalgos. Con este matrimonio se unieron dos ramas de la Casa de Rojas, la de los señores de Monzón y Cavia y los señores de Poza. Fueron los padres del I marqués de Poza.

## Marqueses de Poza
- Juan de Rojas y Rojas, I marqués de Poza,[3] X señor de Poza, VII señor de Monzón y Cavia, Serón, Valdespina y Santiago de la Puebla, alcalde mayor de los hijosdalgos de Castilla.[3]

Se casó con Marina de Sarmiento, hija de Diego Gómez Sarmiento, II conde de Salinas, y de María de Villandrando. Sancho de Rojas Sarmiento, hijo primogénito, casó con Francisca Enríquez (m. Madrid, 4 de septiembre de 1598), hija de Francisco Enríquez de Almansa, I marqués de Alcañices, y de Isabel de Ulloa. Sancho falleció en vida de su padre, el 25 de septiembre de 1546, y heredo el título su hijo homónimo.
- Sancho de Rojas Enríquez, II marqués de Poza,[8] VIII señor de Monzón, de Cavia, de Santiago de la Puebla, de Valdespina y de Serón, alcalde mayor de los hombres de armas de castilla y merino mayor de Burgos.[8] Murió sin sucesión y el título lo heredó su hermano Francisco.

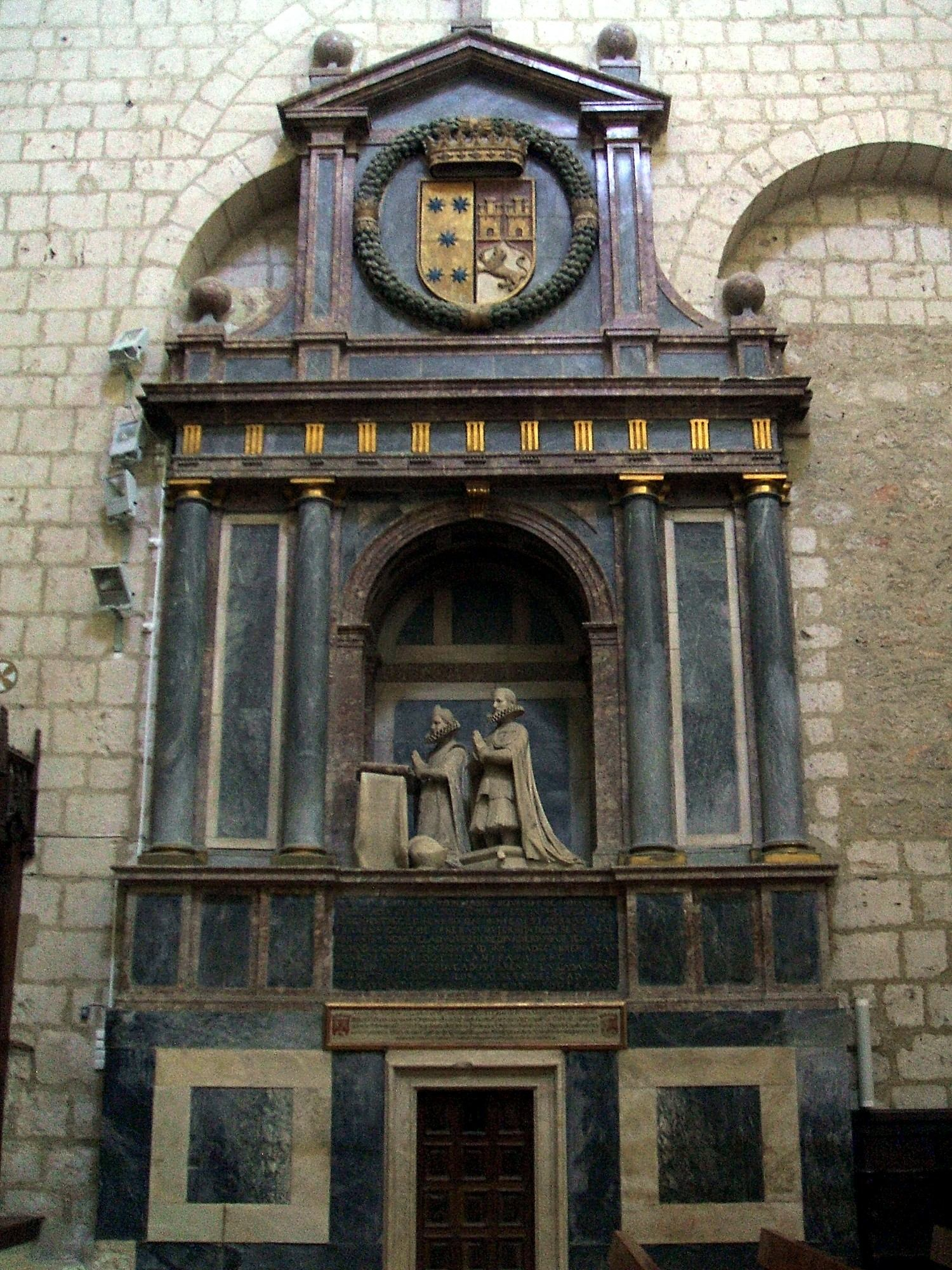
Sepulcro de los III Marqueses de Poza, obra de Francisco Giralte, en la Capilla Mayor de la iglesia del Convento de San Pablo de Palencia

- Francisco de Rojas Enríquez, III marqués de Poza,[8] IX señor de Monzón, señor de Cavia, de Santiago de la Puebla, de Valdespina y de Serón, alcalde mayor de los hombres de armas de castilla y merino mayor de Burgos  alcalde mayor de los hijosdalgo de Castilla y caballero de la Orden de Alcántara[8] desde 1563.

Contrajo matrimonio con Francisca Enríquez de Cabrera. Le sucedió su hija.
- Mariana de Rojas Enríquez (Valladolid, 5 de enero de 1577-1630), IV marquesa de Poza

Se casó con Luis Fernández de Córdoba Cardona de Aragón y Requessèns, VI duque de Sessa, VII duque de Cardona, IV duque de Baena, V duque de Soma, y VIII conde de Cabra, etc.  a cuya casa quedó incorporado el marquesado de Poza. Le sucedió su hijo:
- Antonio Francisco Fernández de Córdoba y Cardona (Madrid, abril de 1600-20 de enero de 1659), V marqués de Poza, VII duque de Sessa,[9] V duque de Baena,[10] Fue desposeído mediante sentencia del marquesado de Poza a favor de su hermana mayor que sucedió en el título.

- Juana de Rojas y Córdoba (m. Madrid, 25 de agosto de 1680), VI marquesa de Poza .[12]

Se casó en primeras nupcias con su tío carnal, hermano de su padre, Francisco de Córdoba y Cardona; en segundas con Lope de Moscoso y Mendoza, IV marqués de Almazán; y en terceras con Diego Messía y Felípez de Guzmán I marqués de Leganés. Le sucedió su nieto, hijo de Gaspar Hurtado de Mendoza y Moscoso de Osorio (m. 23 de mayo de 1644 en un duelo frente a Domingo de Guzmán) —hijo del segundo matrimonio de Juana de Rojas y Córdoba—, y de su esposa Inés Messía de Guzmán Spínola.
- Luis María Melchor de Moscoso Osorio Hurtado de Mendoza y Rojas (m. Roma, 23 de agosto de 1698), VII marqués de Poza,[12] VII conde de Altamira grande de España,[13] VI marqués de Almazán,[12] XI conde de Monteagudo de Mendoza,[12] VI conde de Lodosa,[12] señor de la Casa de Moscoso, gentilhombre de cámara del rey Carlos II, XLIX virrey de Valencia, LXXVIII virrey de Cerdaña y embajador en Roma.[12]

Se casó en primeras nupcias con Mariana de Benavides y Ponce de León, y en segundas con María Ángela Eufrasia de Aragón y Benavides. Le sucedió su hijo del segundo matrimonio.
- Antonio Gaspar de Moscoso Osorio y Aragón (1689-3 de enero de 1725), VIII marqués de Poza,[12] VIII conde de Altamira,[13] VII marqués de Almazán, XII conde de Monteagudo de Mendoza, VII conde de Lodosa, VII duque de Sanlúcar la Mayor,[14] IV marqués de Leganés, III marqués de Morata de la Vega, IV marqués de Mairena, V conde de Arzarcóllar, V duque de Medina de las Torres,[15] alcalde mayor de los hijosdalgos, gentilhombre de cámara y sumiller de corps de Luis I de España.

Se casó el 13 de febrero de 1707 con Ana Nicolasa Osorio de Guzmán y Dávila (1692-1762), XIII marquesa de Astorga, VII marquesa de Velada, X marquesa de Ayamonte, V marquesa de la Villa de San Román, VI marquesa de Villamanrique, XIV condesa de Santa Marta de Ortigueira, XV condesa de Nieva, VI condesa de Saltés, IV duquesa de Atrisco. Le sucedió su hijo que falleció antes que su madre:
- Ventura Osorio de Moscoso y Guzmán Dávila y Aragón (m. 29 de marzo de 1734[16]), IX marqués de Poza,[16] XIV conde de Trastámara en sucesión de su abuelo materno,[16] IX conde de Altamira,[13] VIII duque de Sanlúcar la Mayor,[18] VI duque de Medina de las Torres,[15] V marqués de Leganés,[16] IV marqués de Morata de la Vega,[16] VIII marqués de Almazán,[16] XIII conde de Monteagudo de Mendoza,[16] VI conde de Arzarcóllar,[16] V marqués de Mairena,[16] VIII conde de Lodosa,[16] V marqués de Monasterio,[16] VIII marqués de Velada,[16] VI marqués de la villa de San Román,[16] VII marqués de Villamanrique,[16] XI marqués de Ayamonte,[16] XV conde de Santa Marta de Ortigueira,[16] XVI conde de Nieva,[16] VII conde de Saltés[16] y alcalde mayor de los hijosdalgos.

Contrajo matrimonio el 10 de diciembre de 1731 con Buenaventura Fernández de Córdoba y Cardona, XI duquesa de Sessa. Le sucedió su hijo.
- Ventura Antonio Osorio de Moscoso y Fernández de Córdoba (m. 6 de enero de 1776), X marqués de Poza, XIV marqués de Astorga,[16] X conde de Altamira,[13] V duque de Atrisco,[17] XVI conde de Cabra,[11] XII duque de Sessa,[19] IX duque de Sanlúcar la Mayor,[15] VII duque de Medina de las Torres,[20] XVI conde de Santa Marta.

Contrajo matrimonio el 21 de septiembre de 1749 con María de la Concepción de Guzmán y de la Cerda. Le sucedió su hijo.
- Vicente Joaquín Osorio de Moscoso y Guzmán (m. 26 de agosto de 1816), XI marqués de Poza, XV marqués de Astorga, XVII conde de Cabra,[11] XI conde de Altamira,[13] XIII duque de Sessa,[19] X duque de Sanlúcar la Mayor,[15] VIII duque de Medina de las Torres,[20] XVII conde de Santa Marta.

Se casó en primeras nupcias el 3 de abril de 1774 con María Ignacia Álvarez de Toledo y Gonzaga (m. 8 de septiembre de 1795) y en segundas el 11 de diciembre de 1806 con María Magdalena Fernández de Córdoba Ponce de León (m. 26 de julio de 1830).  Le sucedió su hijo del primer matrimonio.
- Vicente Ferrer Isabel Osorio de Moscoso y Álvarez de Toledo (Madrid, 19 de noviembre de 1777-Madrid, 31 de agosto de 1837), XII marqués de Poza, XII conde de Altamira,[13] XIV duque de Sessa,[19] XI duque de Sanlúcar la Mayor,[15] IX duque de Medina de las Torres,[20] X marqués de Villamanrique, XVIII conde de Santa Marta, etc.

Se casó en primeras nupcias el 12 de febrero de 1798 con María del Carmén Ponce de León y Carvajal y en segundas nupcias el 14 de febrero de 1834 con María Manuela de Yanguas y Frías. Le sucedió su hijo del primer matrimonio:
- Vicente Pío Osorio de Moscoso y Ponce de León (Madrid, 22 de julio de 1801-ibid. 22 de febrero de 1864), XIII marqués de Poza,[21] XIII conde de Altamira, XV duque de Sessa,[19] XII duque de Sanlúcar la Mayor,[15] X duque de Medina de las Torres,[20] XIX conde de Santa Marta, etc.  El título de marqués de Poza fue rehabilitado en 1915 por:

- María Rafaela Osorio de Moscoso y López de Ansó (1893-1982), XIV marquesa de Poza,[21] VI duquesa de Terranova, VII condesa de Garcíez —título que rehabilitó en 1916—, hija de Alfonso Osorio de Moscoso (Madrid, 25 de mayo de 1858-Villagarcía, 24 de noviembre de 1901), V duque de Terranova y marqués de Monasterio, senador por derecho propio[22] —hijo de Fernando Osorio de Moscoso Fernández de Córdoba y de María Eulalia Osorio de Moscoso y Carvajal XI duquesa de Medina de las Torres—,[20] y de María Isabel López de Ansó Ximénez de Embún.[23]

Se casó con Antonio de la Cierva y Lewita (Viena, 1885-Madrid, 10 de octubre de 1971) II conde de Ballobar, dos veces cónsul en Jerusalén, hijo de Plácido de la Cierva y su esposa María Luisa Lewita Finkelstein. Le sucedió su hijo:
- Alfonso de la Cierva y Osorio de Moscoso, XV marqués de Poza.[23][25]

Se casó con Ymelda Moreno y Arteaga, hija del VII conde de los Andes y de la XII marquesa de la Eliseda. Le sucedió su hijo:
- Gonzalo de la Cierva y Moreno, XVI marqués de Poza,[26] IV duque de Terranova, III conde de Ballobar.